# Национальный Одесский филармонический оркестр
Национальный Одесский филармонический оркестр (укр. Національний Одеський філармонійний оркестр) — концертный коллектив, преемник созданного в 1894 году Одесского городского оркестра — первого городского оркестра в Российской империи.

## История
Одесское филармоническое общество, проводившее оркестровые концерты с 1842 года, объединилось в 1870 году с Товариществом любителей музыки, во главе с Петром Сокальским, которое также устраивало концерты с 1864 года. Так образовалось Одесское музыкальное товарищество, которое в 1886 году влилось в открытое в 1884 году Одесское отделение Императорского Российского музыкального товарищества. Симфонические собрания стали проводиться в зале отстроенного в 1887 году Городского театра (в настоящее время Одесский театр оперы и балета) и в зале построенной в 1887 году Новой биржи, а летом, в Городском саду и Александровском парке (в настоящее время Парк Шевченко). В 1894 году был создан Одесский городской оркестр — первый городской оркестр в Российской империи. В период НЭПа оркестр подчинялся вновь основанному в 1925 году Одесскому филармоническому товариществу, а с 1937 года Одесской государственной областной филармонии. В 1993 году оркестр юридически отделяется от Одесской областной филармонии и получает название «Одесский государственный филармонический оркестр», а с 2002 года — «Национальный Одесский филармонический оркестр».

## Руководители оркестра
- Леонид Могилевский (1937—1941, 1945—1947)
- Александр Климов (1947—1949)
- Александр Пресич (1949—1964)
- Юрий Алиев (1965—1970)
- Игорь Симович (1972—1975)
- Георгий Гоциридзе (1978—1989)
- Евгений Шестаков (1990—1992)
- Хобарт Эрл (с 1991 г.)

## Дирижёры и музыканты, сотрудничавшие с оркестром
В разные годы за дирижёрский пульт оркестра становились композитор, пианист и дирижёр Антон Аренский, дирижёр, председатель Киевского отделения Русского музыкального общества Александр Виноградский, композитор и дирижёр Александр Глазунов, американский дирижёр, контрабасист и композитор Сергей Кусевицкий, венгерский дирижёр, один из основоположников современной школы дирижирования Артур Никиш, композитор, педагог, дирижёр Николай Римский-Корсаков, главный дирижёр Нью-Йоркского филармонического оркестра Василий Сафонов, дирижер Одесской оперы Иосиф Прибик, композитор и первый директор Одесской консерватории Витольд Малишевский, директор музыкальных классов (впоследствии музыкального училища) Дмитрий Климов.
С оркестром выступали глава петербургской скрипичной школы Леопольд Ауэр, американский пианист-виртуоз Леопольд Годовский, пианист и композитор Александр Гольденвейзер, американский пианист и композитор Иосиф Гофман, пианист и дирижёр Александр Зилоти, польский пианист и композитор Игнаций Падеревский, композитор, пианист и дирижёр Сергей Рахманинов, композитор, пианист и дирижёр Антон Рубинштейн, испанский скрипач и композитор Пабло де Сарасате, композитор и пианист Александр Скрябин, один из величайших скрипачей XX века Яша Хейфец.
К участию в концертах, наряду с местными дирижерами (Г. Столяров, Л. Могилевский, В. Фемелиди), приглашались Александр Гаук, Рейнгольд Глиэр, Вилли Ферреро, Карло Цекки, с оркестром выступали пианист Эмиль Гилельс, Владимир Горовиц, пианист Генрих Нейгауз, Давид Ойстрах, выдающийся американский пианист Эгон Петри, скрипач Мирон Полякин, Владимир Софроницкий.